# Scordonia uber
Scordonia uber är en fjärilsart som beskrevs av Louis Beethoven Prout 1938. Scordonia uber ingår i släktet Scordonia och familjen mätare. Inga underarter finns listade.